# Front (militær)
 For alternative betydninger, se Front. (Se også artikler, som begynder med Front)
Inden for militæret en front eller en kampfront er den forreste del af en hærafdeling elller kamplinjeis hvor to kæmpende styrker står over for hinanden. En kendt front var Vestfronten, som viste den fransk-tyske grænse under 1. verdenskrig.
I guerillakrig findes ingen fronter.

## Til søs
I sømilitære henseender er en front historisk set en naturlig fortsættelse af en salut, hvorved man opstillede besætningen på synlige steder for at tilkendegive at man ikke er ved at genlade sine kanoner. En front nutildags er en tilkendegivelse af respekt mod et orlogsskib man møder til søs i dagslys og udføres ved besætningen træder an i retstilling med front mod det passerende orlogsskib.